# Daniel Marín
|  | Per a altres significats, vegeu «Daniel Marín Vázquez». |

Daniel Marín (Buenos Aires, anys seixanta - ibídem, 1 de gener de 2016) va ser un actor i músic argentí. Daniel Marín va ser un destacat actor secundari que va tenir el seu moment de popularitat en els anys noranta, en el cicle humorístic Chachachá, conduït per Alfredo Casero (1962-). El seu personatge més conegut va ser el paper del Robin que acompanyava a Juan Carlos Bátman (representat per Alfredo Casero). L'humorista va entrar al programa després de la partida de Mex Urtizberea en 1994.
A més, Marín va protagonitzar altres papers en Chachachá com l'assistent en el sketch «Hoy: canelones», l'ajudant en «Telescuela técnica», «El hombre trabuco», el del «huevo hidráulico», «Guitarrista en la chacarerata 9 de julio», el «ventrílocuo del muñeco Soflete en "Mañanas al pedo"», entre d'altres.
Durant el cicle va compartir escenes amb altres grans de l'humor com Diego Capusotto, Fabio Alberti, Vivian El Jaber, Mariana Briski i Rodolfo Samsó "Alacrán"
Al costat d'Alfredo va fer l'obra A Casaerian extravaganza de 2010 on va fer gires per l'interior del país.
Sempre de la mà d'Alfredo Casero, el va saber acompanyar en l'orquestra Vaporeso. També va ser part del seu cicle d'entrevistes que va durar un sol programa, Muena nochex, pel canal América TV.
Els seus últims anys va treballar com a docent de música i com multiinstrumentista en SeinTempu Músiques Ètniques del Mediterrani
Va morir l'1 de gener de 2016 víctima d'una pneumònia. La notícia va ser confirmada pel mateix Alfredo Casero al seu compte de Twitter.